# 다크 웹
다크 웹(dark web)은 접속하기 위해 특정 소프트웨어를 사용해야 하는 오버레이 네트워크(overlay network)인 다크넷(darknet)에 존재하는 월드 와이드 웹 컨텐츠이다. 다크 웹은 검색 엔진에 의해 인덱스되지 않은 웹의 부분인 딥 웹(deep web)의 작은 부분을 형성하지만 때때로 다크 웹을 "딥 웹"이라고 잘못 부르는 경우가 있다.
다크 웹의 베리 마켓이라는 곳에서 비트코인으로 마약을 거래한 사람들이 체포된 적도 있다.

## 같이 보기
- 딥 웹
- 다크넷
- 토르 (네트워크)
- I2P
- 프리넷
- 실크 로드 (웹사이트)